# Маскетти, Георг
Георг Маскетти (нем. Georg Mascetti; 9 апреля 1930, Саарбрюккен — 1 августа 1982, Дюссельдорф) — немецкий пловец. Представитель протектората Саар на Олимпийских играх 1952 года.

## Карьера
На Олимпийских играх 1952 года в Хельсинки Маскетти был единственным пловцом от Саара. Он выступил только в одной дисциплине — 400 метров вольным стилем, но вылетел уже в первом раунде, заняв последнее (седьмое) место в своём заплыве. Также Маскетти 11 раз становился чемпионом Саара на разных дистанциях.